# Lauren Plum
Lauren Plum (* 17. September 1992 in Poway) ist eine US-amerikanische Volleyballspielerin.

## Karriere
Plum begann ihre Karriere an der Poway High School. Parallel spielte sie im Coast Volleyball Club. Von 2010 bis 2013 studierte sie an der University of Oregon Sportmarketing und war in der Universitätsmannschaft Ducks aktiv. Mit dem US-Team erreichte sie 2011 das Halbfinale der Juniorinnen-Weltmeisterschaft. 2014 wechselte die Zuspielerin zum französischen Verein ASPTT Mulhouse. In der Saison 2015/16 spielte sie in Puerto Rico bei San Juan Capitalinas. Anschließend wurde sie vom deutschen Bundesligisten Rote Raben Vilsbiburg verpflichtet. 2017 wechselte Plum zum Ligakonkurrenten VfB 91 Suhl. Nach einer Saison ging sie 2018 zurück nach Frankreich zu Vandœuvre Nancy Volley-Ball.